# バグジー (芸能プロダクション)
バクジーこと株式会社バグジーヒーローズクラブ（英文社名：BUGSY Inc.）は、東京都渋谷区にある日本の芸能事務所である。
元々は中野英雄の個人事務所の「有限会社バグジーヒーローズクラブ」として1996年3月に設立（現在、中野は所属していない）。その後徐々に所属タレントを増やし、森下千里（現在は退所）のブレイク以降は女性タレントが多く所属するようになった。現在の登記上の正式名称は「株式会社バグジーヒーローズクラブ」。

## 所属タレント
※2019年6月現在

### 女性
- 池野浩子
- 今井安紀
- 菊池梨沙
- 長谷川麻衣
- 荒木恵
- 恭子
- 石井寛子
- アプリソムリエ

## 業務提携を行っているタレント・アーティスト
- 岡部玲子（オンジン所属）

## 過去に所属していたタレント

### 男性
- 金山一彦（→ウィーズカンパニー）
- 辻岡正人
- 中野英雄（→ enjoy → ギャッツビーエンタテインメント）
- 平賀知仁
- 武尊（たける）
- 山口粧太（→ enjoy → ギャッツビーエンタテインメント→有限会社ケーアンドエー（エージェント業務））
- 光永隆志
- 足昇辰夫（あだち たつお）

### 女性
- 森下千里（現在はWonderwave所属）
- 渋谷琴乃（現在はサンミュージック所属）
- 大西麻恵
- 森本さやか（※フジテレビアナウンサーの森本さやかとは別人）
- 助川絵里奈
- 森望美
- 太田恵実
- 夢花（ゆめか）
- 悠乃
- 田中優夏
- 蔦絵梨奈（つた えりな）
- 望月リサ
- 木村恵理
- 岡部玲子（現在はオンジン所属）
- 久米田彩
- TOMO（※アプリソムリエ）
- 藤代有希
- 青木紀子（※声優の青木紀子とは別人）
- 松本由理
- 片桐栞那（かたぎり かんな）
- 川原茉林
- 米満由佳
- 竹内麻耶
- 伊丹奈々美
- 中原世梨奈
- 吉田涼香
- 杉本愛莉
- 二宮歩美（現在はWB所属）
- 観月あこ
- 八木さおり
- 小西かいり
- 翁長夕貴
- 秋山依里
- わたなべ麻衣
- アプリソムリエ
  - 石井寛子
  - 長谷川麻衣
  - 渡部夕貴
  - 小西かいり
  - 今井安紀
  - 神部友香
  - 萬井真代
- 富輝
- 山根愛

## 過去に業務提携を行っていたタレント・アーティスト

### 男性
- 中野英雄（enjoy所属時代）
- 嶋大輔（enjoy所属時代）
- 山口粧太（enjoy所属時代）
- 山本竜二（enjoy所属時代）
- 辻本聡（enjoy所属時代）

### 女性
- 染谷有香（コペル所属）
- 高咲里音（コペル所属）
- 佐藤あずさ（コペル → YScompany）
- 真田つばさ（クレアトゥール所属）
- 中山こころ（enjoy所属時代）

## 製作・制作・プロデューサー
- 実録・名古屋やくざ戦争 統一への道（2003年発売）製作：中野多賀美（バグジー）
- 殺しの挽歌 全2作（2010年発売） - キャスティングプロデューサー：中野多加美（バグジーエンタテインメント）
- COLD BLOOD 三つ巴の抗争 全2作（2017年発売）制作：バグジーヒーローズクラブ / プロデューサー：中野多加美